# Nallachius maculatus
Nallachius maculatus är en insektsart som beskrevs av Penny 1982. Nallachius maculatus ingår i släktet Nallachius och familjen Dilaridae. Inga underarter finns listade i Catalogue of Life.